# Клеоней
Клеоней (на старогръцки: Κλεωναίος) е древногръцки адмирал през Критската война.
Клеоней е подчинен офицер на адмирал Теофилиск и втори по ранг в родоския флот през 201 пр.н.е. по време на битката при Хиос срещу силите на Филип V Македонски. След като Теофилиск умира от раните си, получени по време на сражението, Клеоней поема командването на флота. При завръщането си към Родос, Клеоней е победен в битка при остров Ладе, Йония от флот на македоните.